# Історія Рона Кларка
«Історія Рона Кларка» (англ. The Ron Clark Story) — телевізійна драма режисерки Ренди Гейнс, що розповідає про роботу педагога Рона Кларка з «важкими» дітьми. Прем'єра стрічки відбулася 13 січня 2006 року. У таких країнах, як Австралія, Бельгія, Великобританія, Нова Зеландія, Філіппіни та Швеція, фільм відомий під назвою «Тріумф» (The Triumph).

## Сюжет
Фільм заснований на реальних подіях, прототипом головного героя є Рон Кларк, який жив у маленькому місті в Північній Кароліні. Педагог-ентузіаст, який раніше викладав у молодших класах у провінції, переїжджає до Нью-Йорка і починає роботу в одній із міських шкіл Гарлема, де, як з'ясовується, навчаються лише проблемні учні. На шляху Рона Кларка постають численні перешкоди, передусім організація власне навчання — діти здавалися некерованими і не бажали нічого вчити. Рон вважав, що він і діти одна сім'я, що суперечило шкільним уявленням про стосунки між педагогом і учнями. Однак поступово йому вдається з ними порозумітися і зробити їх не лише найкращим класом у школі, а й у всьому місті.

## У ролях
| Актор            | Роль              |
| ---------------- | ----------------- |
| Меттью Перрі     | Рон Кларк         |
| Брендон Сміт     | Тайшан            |
| Ганна Годсон     | Шемейка           |
| Ерні Гадсон      | директор Тернер   |
| Мелісса де Соуса | Марісса Вега      |
| Патриція Ідлетте | Девіна            |
| Джеррі Каллаган  | Рон Кларк-старший |
| Марті Антоніні   | Говард            |
| Валджит Балагун  | батько Бадрії     |

| Актор             | Роль                  |
| ----------------- | --------------------- |
| Патриція Бенедикт | Джен Кларк            |
| Джудіц Бучан      | директор школи Шоуден |
| Кандус Чурчілл    | Дорет Валлеке         |
| Гриффін Корк      | Гадлі                 |
| Памела Кроуворд   | місіс Бентон          |
| Ізабелла Делюс    | Аліта Санчес          |
| Джеймс Дюган      | містер Лівелі         |
| Брен Істкотт      | Бадрія                |
| Кріс Енрігт       |                       |

## Нагороди
У грудні 2006 року Меттью Перрі номіновано на премію «Золотий глобус» та на премію Гільдії кіноакторів США в категорії «найкращий актор у мінісеріалі чи телефільмі». Також фільм номіновано на премію Гільдії режисерів США за режисуру телевізійного фільму (Ренда Гейнс) та на премію Гільдії сценаристів США за найкращий оригінальний сценарій (Енні де Янг та Макс Енско).
30 листопада 2006 року за роботу над найкращим телевізійним фільмом/драмою 2006 року премією Family Television Awards відзначено телеканал TNT та продюсерів Говарда Берконса і Бренду Френд. 20 травня 2007 року на 28-й церемонії вручення премій «Молодий актор» фільм відзначено званням найкращого сімейного телевізійного фільму, а Ганна Годсон за роль Шемейки здобула нагороду в категорії «найкраща головна роль у телевізійному фільмі, виконана молодою актрисою».
15 травня 2007 року фільм отримав премію Святого Христофора. У липні 2007 року фільм номіновано на три премії «Еммі»: в категоріях «найкращий підбір акторів для мінісеріалу або телефільму», «найкращий актор у мінісеріалі або телевізійному фільмі» (Меттью Перрі), «найкращий телевізійний фільм».